# Psammophis aegyptius
Espèce
Synonymes
- Psammophis schokari aegyptius Marx, 1958

Psammophis aegyptius est une espèce de serpents de la famille des Lamprophiidae. 

## Répartition
Cette espèce se rencontre dans le sud-est de l'Algérie, dans le sud de l'Égypte, en Libye, en Israël, au Niger et au Tchad.

## Description
Dans sa description Marx indique que le spécimen en sa possession, un mâle, mesure 118 cm dont 33 cm pour la queue.

## Étymologie
Son nom d'espèce, aegyptius, fait référence à l’Égypte, lieu de découverte de cette espèce.

## Publication originale
- Marx, 1958 : Egyptian snakes of the genus Psammophis. Fieldiana: Zoology, vol. 39, p. 191-200 (texte intégral).